# Pro Mundo Levar
Pro Mundo Levar é o segundo álbum de estúdio da cantora e compositora Luiza Possi lançado em 2004 pela Indie Records. Teve como sucessos as músicas "Tudo que Há de Bom" e "Sair de Casa" e "Em Busca da Felicidade". Entre os escritores do álbum estão Frejat, Maurício Barros, Kiko Zambianchi, Vinny, Bernardo Vilhena e Marcus Menna, todos do universo roqueiro nacional e como produtor de todas as canções do álbum está Rick Bonadio.

## Sobre o Álbum
“Este é um disco de pop rock, com influências de MPB. É assim que sou”, disse a filha de Zizi Possi, que também gravou músicas de Zeca Baleiro e Totonho Villeroy, parceiro constante de Ana Carolina. “Meu lema sempre foi o pop-rock. Foi de uma maneira no primeiro disco, e agora, com mais profundidade, no segundo. O público que já gostava de mim não vai se decepcionar, pois faço referências ao CD anterior.” O disco começa com Em Busca da Felicidade, um pop delicioso da dupla Frejat e Maurício Barros – autores, com Maurício Santa Cecília, do mega-hit Por Você – que traz uma letra, coincidência ou não, autobiográfica, em que Luiza canta “Até parece que a cidade agora / Me vê de outro jeito / Mas eu também mudei / Em busca da felicidade / Sei que estou diferente”. Outra dupla, Vinny e Bernardo Vilhena, assina Pequena História de Um Grande Amor, um pop-romântico, mostrando que Luiza está certa ao dizer que não abandonou completamente seu lado mais popular. Vocalista do LS Jack, Marcus Menna é o autor da melhor faixa do disco, A Vida É Linda, em que a guitarra de Rick Bonadio (produtor do disco) dá o tom. A mesma coisa acontece em Imoral, Ilegal Ou Engorda, versão roqueira de Luiza para o clássico da Jovem Guarda composto por Roberto e Erasmo. A mais pesada, no entanto, é Aquele Grandão, de Mário Manga e Leda Pasta, com um jeito revoltado à lá Pitty.

## Lista de faixas
| [ 3 ] |                                                             |                                                               |         |  |
| N.º   | Título                                                      | Compositor(es)                                                | Duração |  |
| 1.    | "Em Busca da Felicidade"                                    | Roberto Frejat, Maurício Barros                               | 4:02    |  |
| 2.    | "Sair de Casa"                                              | Kiko Zambianchi                                               | 3:20    |  |
| 3.    | "Tudo Que Há de Bom (Traveling Alone)"                      | Tony Rich / Versão: Tavinho Paes                              | 3:31    |  |
| 4.    | "Imortais"                                                  | Luiza Possi, Nelson Júnior                                    | 3:41    |  |
| 5.    | "Pequena História de Um Grande Amor"                        | Bernando Vilhena, Vinny                                       | 3:54    |  |
| 6.    | "Se Pensou"                                                 | Léo Maia                                                      | 3:33    |  |
| 7.    | "Nem Bem Acordo"                                            | Zeca Baleiro                                                  | 4:09    |  |
| 8.    | "Bali Hi"                                                   | Luiza Possi, Nelson Júnior                                    | 4:44    |  |
| 9.    | "A Vida é Linda"                                            | Marcus Menna                                                  | 4:12    |  |
| 10.   | "Ilegal, Imoral ou Engorda"                                 | Roberto Carlos , Erasmo Carlos                                | 3:10    |  |
| 11.   | "Itinerários"                                               | Totonho Villoroy, Eugênio Dale                                | 3:48    |  |
| 12.   | "Aquele Grandão"                                            | Mário Manga, Leda Pasta                                       | 2:40    |  |
| 13.   | "Só Pra Te Dizer Não (Hedonism Just Because You Feel Good)" | L. A. Arran , D. A. Dyer / Versão: Luiza Possi, Nelson Júnior | 3:21    |  |
| 14.   | "Over the Rainbow"                                          | Harold Arlen / Letra: E.Y. Harburg                            | 3:14    |  |

| Bônus Europa |                                                      |                                                                          |         |  |
| N.º          | Título                                               | Compositor(es)                                                           | Duração |  |
| 15.          | "Tudo Que Há de Bom (Traveling Alone)" (Nylon Remix) | Tony Rich / Versão: Tavinho Paes                                         | 4:32    |  |
| 16.          | "Eu Sou Assim (Don't Trip On Me)"                    | Jason Deere, Alexa Falk, Natalee Falk / Versão: Rick Bonadio, R. Menezes | 4:25    |  |

## Participações em Trilhas Sonoras
- Over the Rainbow fez parte da trilha sonora da novela Chocolate com Pimenta da Rede Globo.
- Tudo Que Há de Bom fez parte da trilha sonora da novela Senhora do Destino da Rede Globo.
- Em Busca da Felicidade fez parte da trilha sonora da novela A Lua me Disse da Rede Globo, mas não entrou no disco.